# 映画スタッフ
映画スタッフ（えいがスタッフ）は、専門技術をもって、演出側（監督）の要求に応じて映画作品作りに参加している人々を指す。広い意味では、宣伝・配給など監督の権限が及ばない分野の関係者も指す。

## 役割による分類
大きくは技師と助手に分ける事が出来る。監督、プロデューサーもスタッフではあるが、技師の範疇には通常入れない。また演技者である俳優はこの中には含まない。以下は日本映画における例。

### 技師
- キャメラマン（撮影技師 映画界では、動画撮影用のcameraのことを、“カメラ”ではなく“キャメラ”と表記・発音する人が多い[要出典]。また、スチール撮影等に使うcameraについては“カメラ”として区別する場合もある）
- 照明技師
- 録音技師
- デザイナー
- 装飾
- 衣裳デザイナー スタイリスト
- ヘアメイク
- 編集
- 操演
- ライン・プロデューサー、製作担当、製作主任

### 助手
- 演出部（助監督、AD）
- 制作部（制作進行、進行助手）
- 撮影部（撮影助手、カメラアシスタント（CA））
- 照明部（照明助手）
- 録音部（録音助手）
- 美術部（美術助手）
- 装飾部（装飾助手、小道具、持道具）
- 特殊効果
- 衣裳部（衣裳助手） スタイリスト助手
- ヘアメイク部（ヘアメイク助手）
- 編集部（編集助手）

### その他
助手をつけず、単独で参加することが多いのが、
- 脚本家
- スクリプター
- 音楽家

等。
- スタント（日本ではスタントマンを技師の範疇とする事が多いが、海外作品では俳優としスタントコーディネイターを演出部とする）。

## 制作工程による分類
スタッフの分け方として
- 撮影準備期間（プリプロダクション）に主にかかわるスタッフ
- 撮影期間に主にかかわるスタッフ
- 撮影後の仕上げ段階作業（ポストプロダクション→編集スタジオ・録音スタジオ参照）で主にかかわるスタッフ

という分け方をする場合も多い。